# El Zapote (norra Turicato kommun)
El Zapote är en ort i Mexiko.   Den ligger i kommunen Turicato och delstaten Michoacán de Ocampo, i den södra delen av landet, 260 km väster om huvudstaden Mexico City. El Zapote ligger 1 624 meter över havet och antalet invånare är 312.
Terrängen runt El Zapote är bergig. Runt El Zapote är det ganska glesbefolkat, med 25 invånare per kvadratkilometer. Närmaste större samhälle är Puruarán, 4,6 km sydost om El Zapote. Omgivningarna runt El Zapote är en mosaik av jordbruksmark och naturlig växtlighet.